# Zdanówka
Zdanówka – część wsi Ogrodniki w Polsce położona w województwie lubelskim, w powiecie bialskim, w gminie Tuczna.
Wierni kościoła rzymskokatolickiego należą do parafii św. Anny w Tucznej, a wierni kościoła prawosławnego należą do parafii  Świętej Anny w Międzylesiu.
W latach 1975–1998 Zdanówka należała administracyjnie do województwa bialskopodlaskiego.